# Haruhiko Kuroda

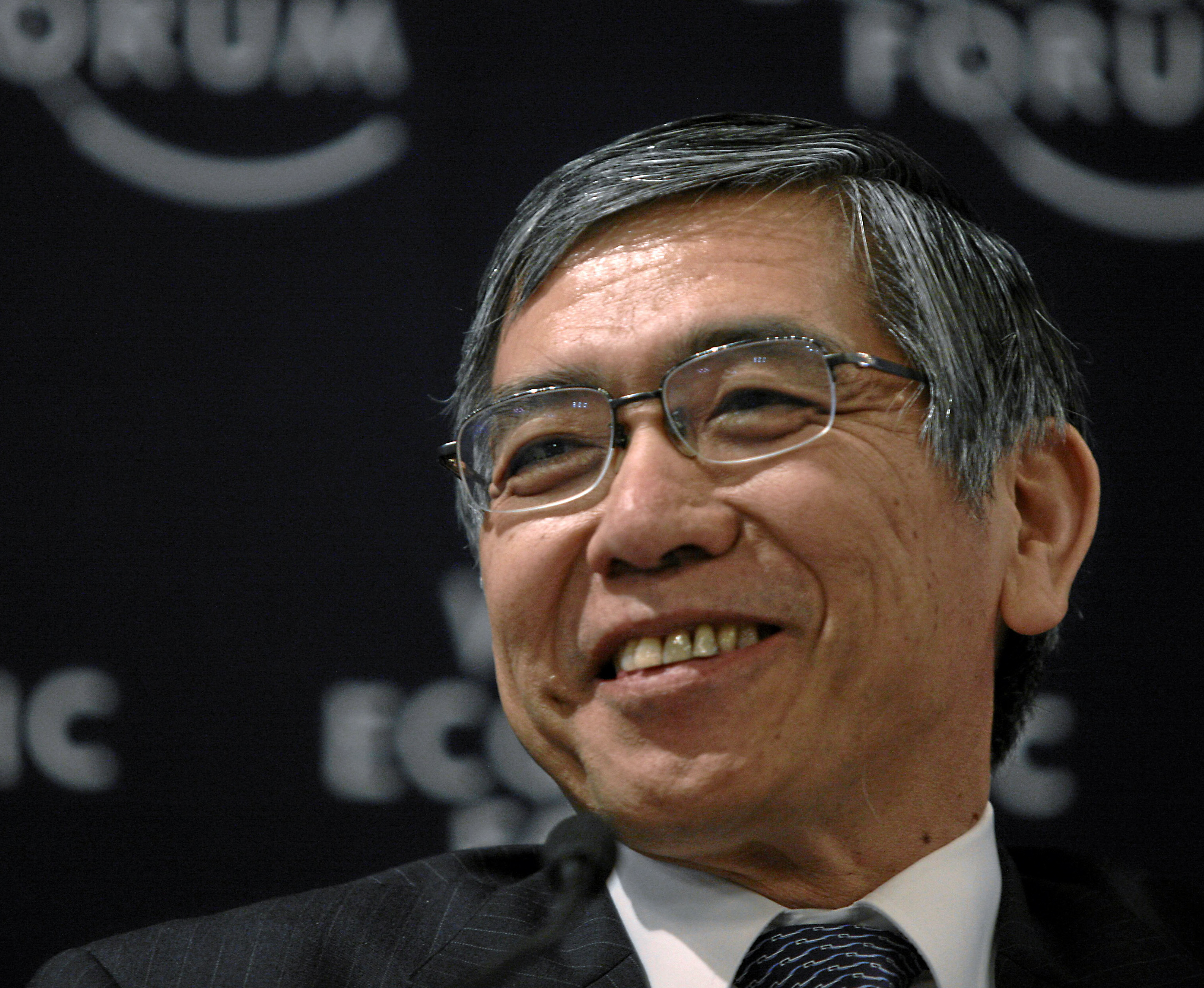
Haruhiko Kuroda auf dem Weltwirtschaftsforum 2010 in Davos

Haruhiko Kuroda (jap. 黒田 東彦, Kuroda Haruhiko; * 25. Oktober 1944 in Ōmuta, Präfektur Fukuoka, Japan) war von März 2013 bis April 2023 Chef der japanischen Zentralbank. Als solcher war er für die geldpolitischen Rahmenbedingungen der wirtschaftspolitischen Reformen während der Regierungszeit von Shinzo Abe verantwortlich. Das international umstrittene Reformprogramm, auch Abenomics genannt, bestand wirtschaftsseitig aus umfangreichen Konjunkturprogrammen und Deregulierungen sowie einer enormen Geldschwemme seitens der Notenbank. Abe und Kuroda versuchten damit, Japans Wirtschaftskrise zu durchbrechen. 
Der studierte Volkswirt mit Abschlüssen an den Universitäten Tokyo und Oxford war zuvor von Juli 1999 bis Januar 2003 Vize-Finanzminister unter Makiko Tanaka, von März 2003 bis Januar 2005 Wirtschaftsweise des Kabinetts Koizumi sowie von Februar 2005 bis März 2013 8. Präsident der Asiatischen Entwicklungsbank.